# 17 محرم
- السبت
- الأحد
- الاثنين
- الثلاثاء
- الأربعاء
- الخميس
- الجمعة

- 2521 يونيو 2025
- 2622 يونيو 2025
- 2723 يونيو 2025
- 2824 يونيو 2025
- 2925 يونيو 2025
- 126 يونيو 2025
- 227 يونيو 2025
- 328 يونيو 2025
- 429 يونيو 2025
- 530 يونيو 2025
- 61 يوليو 2025
- 72 يوليو 2025
- 83 يوليو 2025
- 94 يوليو 2025
- 105 يوليو 2025
- 116 يوليو 2025
- 127 يوليو 2025
- 138 يوليو 2025
- 149 يوليو 2025
- 1510 يوليو 2025
- 1611 يوليو 2025
- 1712 يوليو 2025
- 1813 يوليو 2025
- 1914 يوليو 2025
- 2015 يوليو 2025
- 2116 يوليو 2025
- 2217 يوليو 2025
- 2318 يوليو 2025
- 2419 يوليو 2025
- 2520 يوليو 2025
- 2621 يوليو 2025
- 2722 يوليو 2025
- 2823 يوليو 2025
- 2924 يوليو 2025
- 3025 يوليو 2025

17 مُحرَّم أو 17 مُحرَّم الحرام أو يوم 17 \ 1 (اليوم السابع عشر من الشهر الأوَّل) هو اليوم السابع عشر من أيَّام السنة وفق التقويم الهجري القمري (العربي). يبقى بعده 337 أو 338 يومًا لانتهاء السنة.

## أحداث
- 645هـ - سفارة مسيحية من البابا إنوسنت الرابع إلى المغول تعرض التعاون معًا في القضاء على المسلمين.
- 855هـ - تتويج محمد الفاتح سلطانًا للدولة العثمانية للمرة الثانية.
- 918هـ - السلطان العثماني بايزيد الثاني يتنازل عن العرش لابنه سليم الأول.
- 1075هـ - الدولة العثمانية توقع معاهدة فشفار مع ألمانيا لإنهاء الحرب التي اشتعلت بين البلدين. وتقع فشفار حاليًا في المجر على بعد 35 كم من النمسا.
- 1149هـ - الجيش الروسي يقوم بعملية تخريب واسعة في شبه جزيرة القرم، التي كانت تابعة للدولة العثمانية.
- 1213هـ - قيام الحملة الفرنسية على مصر بقيادة نابليون بونابرت. وقد لقيت هذه الحملة مقاومة شرسة من الشعب المصري؛ ما اضطرها في النهاية إلى الجلاء عن مصر بعد ثلاث سنوات فقط.
- 1214هـ - اكتشاف حجر رشيد وفك رموز اللغة الهيروغليفية على يد العالم الفرنسي الأثري جان فرانسوا شاممليار الذي قدم مع علماء الحملة الفرنسية على مصر. ساهم اكتشاف هذا الحجر في فك طلاسم اللغة المصرية القديمة، وذلك عن طريق مقارنتها باللغة الديموطيقية واللغة اليونانية، ومن ثم دراسة الحضارة الفرعونية.
- 1349هـ - التوقيع على معاهدة بريطانية / عراقية تقضي بإقامة قاعدتين عسكريتين في العراق مقابل حصوله على الاستقلال.
- 1352هـ - تسمية سعود بن عبد العزيز آل سعود، ولياً للعهد.
- 1361هـ - السفير الإنكليزي مايلز لامبسون يتصل بالملك فاروق ويخبره أن الحكومة البريطانية تصر على تغيير الوزارة القديمة وتشكيل حكومة وفدية برئاسة مصطفى النحاس.
- 1362هـ - القوات البريطانية تستولي على طرابلس في ليبيا وذلك أثناء الحرب العالمية الثانية.
- 1363هـ - انعقاد مؤتمر بين رئيس الوزراء البريطاني ونستون تشرشل ورئيس الحكومة الفرنسية المؤقتة شارل ديغول في مراكش بالمغرب استمر ليومين وذلك لمناقشة تطورات الحرب العالمية الثانية.
- 1369هـ - رئيس وزراء إسرائيل دافيد بن غوريون يعلن عن حق إسرائيل بضم القدس إليها، وكان هذا أول تصريح يكشف النية بضمها إلى الدولة الإسرائيلية.
- 1384هـ - الملك حسين يفتتح الدورة الأولى للمجلس الوطني الفلسطيني في القدس والذي تم فيه اتخاذ قرار تشكيل منظمة التحرير الفلسطينية.
- 1396هـ - الميليشيات المسيحية اللبنانية تجتاح الكرنتينا في بيروت وتخلف 1000 قتيل على الأقل وذلك أثناء ما عرف باسم حرب السنتين.
- 1398هـ - الرئيس الأمريكي جيمي كارتر يعلن رفضه إقامة دولة فلسطينية مستقلة.
- 1404هـ - تفجير مقر القوات الفرنسية التابعة للقوات المتعددة الجنسيات جنوب لبنان وأدى ذلك إلى مقتل 56 شخص، وهجوم إنتحاري على ثكنات قوات مشاة البحرية الأمريكية في بيروت أسفر عن مقتل 231 أمريكيًا.
- 1411هـ -
  - اغتيال شابور بختيار، آخر رئيس وزراء في عهد شاه إيران السابق محمد رضا بهلوي.
  - مجلس قيادة الثورة العراقي يقرر وحدة اندماجية لا رجوع عنها مع الكويت، وجاء القرار بعد دقائق من إعلان وكالة الأنباء العراقية أن الحكومة الكويتية الحرة المؤقتة برئاسة علاء حسين التي شكّلها العراق بعد غزوه للكويت طلبت من العراق تحقيق وحدة اندماجية بين البلدين وحل جمهورية الكويت.
- 1424هـ - دخول القوات الأمريكية لبغداد بعد حرب استمرت عدة أيام، سقطت بعدها المدينة في ظروف يكتنفها الغموض. وكانت أمريكا قد تذرعت بامتلاك العراق أسلحة الدمار الشامل لتشن حربا عليه، وبعد دخولها لم تجد أثرا للأسلحة المزعومة.
- 1425هـ - وضع دستور جديد ومؤقت للعراق وقعه مجلس الحكم العراقي.
- 1426هـ - توليد أول جمل أنابيب في العالم من خلال استخدام تقنية التخصيب في الأنابيب خارج الرحم. قام بالتوليد فريق طبي عربي في مركز أبحاث الهجن في العاصمة الإماراتية أبو ظبي، وأشارت صحيفة الاتحاد الإماراتية إلى أنه يوجد بالمركز 14 حالة حمل أخرى بنفس الطريقة.
- 1433هـ - المجلس الوطني التونسي ينتخب زعيم حزب المؤتمر من أجل الجمهورية المنصف المرزوقي رئيسًا للجمهورية وذلك بأغلبية 153 صوتًا من إجمالي 219.
- 1434هـ - الجمعية التأسيسية لوضع الدستور المصري تصادق بالاجماع على الدستور الجديد، وتقرر رفعه إلى الرئيس محمد مرسي تمهيدًا لدعوة الناخبين للاستفتاء عليه.
- 1444 هـ - اندلاع حريق في كنيسة أبي سيفين في منطقة إمبابة بالقاهرة، ممَّا أودى بحياة 41 شخصًا من جُملتهم كاهن الكنيسة.

## مواليد
- 548هـ - مظفر الدين كوكبوري، أمير أربيل وأحد كبار القادة الذين شاركوا صلاح الدين الأيوبي في جهاده ضد الصليبيين.
- 1313هـ - محمد هادي الميلاني، عالم دين، ومرجع شيعي.
- 1351هـ - مها صبري، ممثلة مصرية.
- 1355هـ - غسان كنفاني، روائي وقاص وصحفي فلسطيني.
- 1359هـ - بشارة بطرس الراعي، بطريرك الكنيسة المارونية السابع والسبعون.
- 1364هـ - إيمان سركسيان، ممثلة لبنانية مصرية.
- 1377هـ - فيصل الدخيل، لاعب كرة قدم كويتي.
- 1382هـ -
  - سحر فوزي، ممثلة سورية.
  - باولا عبدول، مغنية أمريكية من أصول سورية يهودية.
- 1384هـ - صلاح الدين دروزة، قائد عسكري وسياسي فلسطيني في حركة المقاومة الإسلامية حماس.
- 1389هـ - سحر حسين، ممثلة ومذيعة قطرية.
- 1410هـ - شيلاء سبت، ممثلة وعارضة أزياء بحرينية.

## وفيات
- 683هـ - ألفونسو العاشر، ملك قشتالة.
- 1073هـ - ملك أحمد باشا، الصدر الأعظم في عهد السلطان العثماني محمد الرابع.
- 1398هـ - البهي الخولي، شيخ من مؤسسي جماعة الإخوان المسلمون.
- 1401هـ - محمود خليل الحصري، قارئ قرآن مصري.
- 1411هـ -
  - شابور بختيار، آخر رئيس وزراء في عهد شاه إيران السابق محمد رضا بهلوي.
  - سناء الفودري، مناضلة كويتية.
- 1425هـ - أبو العباس، سياسي فلسطيني.
- 1426هـ - ياسين الرميثي، رادود حسيني عراقي.
- 1428هـ - محمد رفعت عبد الصبور، من قُرّاء القرآن بمصر.
- 1429هـ - عزيز صدقي، رئيس وزراء مصر.
- 1430هـ - منصور الرحباني، موسيقي وملحن لبناني.
- 1433هـ - أحمد سامي عبد الله، ممثل مصري.
- 1434هـ - محمد الشيخ نجيب، مخرج وممثل سوري.

## وصلات خارجية
- موقع قصة الإسلام: حدث في شهر محرم.